# The Killer Inside
The Killer Inside (親愛なる僕へ殺意をこめて?, Shinai naru boku e satsui wo komete, lett. "Caro me, con intento omicida") è un manga seinen scritto da Hajime Inoryu e disegnato da Shōta Itō, la cui serializzazione è cominciata il 7 maggio 2018 sulla rivista settimanale Weekly Young Magazine di Kōdansha. A partire dal capitolo 55, uscito il 5 agosto 2019, l'opera è stata pubblicata sempre a cadenza settimanale sull'app Comic Days fino alla sua conclusione, avvenuta il 7 settembre 2020. I 98 capitoli capitoli sono stati poi raccolti in undici volumi tankōbon distribuiti tra settembre 2018 e novembre 2020.
L'edizione italiana del manga è stata curata da Panini Comics sotto l'etichetta Planet Manga che ne ha iniziato la pubblicazione a giugno 2020 con cadenza bimestrale, concludendola a marzo 2022.

## Trama
Eiji Urashima è un comune studente universitario che desidera vivere la vita con spensieratezza senza troppe preoccupazioni. Il ragazzo però nasconde un oscuro passato: egli è infatti il figlio di Makoto Hachinoi, sadico serial killer noto come "LL" che quindici anni fa ha sconvolto l'opinione pubblica per la violenza e l'efferatezza dei suoi crimini, i quali sono costati la vita a cinque giovani donne brutalmente torturate.
La mattina successiva ad una delle tante uscite serali a bere con gli amici, Eiji si risveglia trovando nel letto la bellissima Kyoka Yukimura senza avere la minima idea di come ciò sia potuto accadere. Dando inizialmente la colpa all'alcool, scopre che in realtà sono passati tre giorni dall'ultima uscita con i compagni e non ricorda nulla di ciò che gli è successo. Altre amnesie si presentano nei giorni seguenti e ben presto la verità viene rivelata da Rei Shinmyoji, studentessa che ha tenuto d'occhio Eiji negli ultimi giorni: il ragazzo soffre di un disturbo dissociativo dell'identità e durante i suoi black-out un'altra personalità chiamata B-Ichi prende il controllo.
Nello stesso periodo viene ritrovato vicino al fiume il corpo di Yoko Hatanaka, ragazza coetanea di Eiji il cui cadavere presenta i medesimi segni di tortura che infliggeva il serial killer LL: che l'assassino sia tornato? O che si tratti di un emulatore? La polizia non tarda a mettersi in contatto proprio con Eiji: i loro sospetti, fortemente influenzati dalla parentela con LL, si basano sulla presunta relazione tra lui e la Hatanaka. Eiji allora intuisce che B-Ichi potrebbe essere fortemente implicato nel caso e decide quindi di indagare sulle azioni del suo alter-ego per capire quale sia il suo ruolo in tutta questa vicenda.

## Volumi
| 1  | 6 settembre 2018 | ISBN 978-4-06-512807-7 | 4 giugno 2020    | ISBN 978-88-912-9390-9 |
| 1  | Capitoli - Episodio 1 - Episodio 2 - Episodio 3 - Episodio 4 - Episodio 5 - Episodio 6 - Episodio 7                                                  |                        |                  |                        |
| 2  | 6 dicembre 2018 | ISBN 978-4-06-513845-8 | 20 agosto 2020   | ISBN 978-88-912-9483-8 |
| 2  | Capitoli - Episodio 8 - Episodio 9 - Episodio 10 - Episodio 11 - Episodio 12 - Episodio 13 - Episodio 14 - Episodio 15 - Episodio 16                 |                        |                  |                        |
| 3  | 6 febbraio 2019 | ISBN 978-4-06-514558-6 | 22 ottobre 2020  | ISBN 978-88-912-9615-3 |
| 3  | Capitoli - Episodio 17 - Episodio 18 - Episodio 19 - Episodio 20 - Episodio 21 - Episodio 22 - Episodio 23 - Episodio 24 - Episodio 25               |                        |                  |                        |
| 4  | 7 maggio 2019 | ISBN 978-4-06-515468-7 | 10 dicembre 2020 | ISBN 978-88-912-9722-8 |
| 4  | Capitoli - Episodio 17 - Episodio 18 - Episodio 19 - Episodio 20 - Episodio 21 - Episodio 22 - Episodio 23 - Episodio 24 - Episodio 25               |                        |                  |                        |
| 5  | 6 agosto 2019 | ISBN 978-4-06-516729-8 | 18 febbraio 2021 | ISBN 978-88-912-9821-8 |
| 5  | Capitoli - Episodio 35 - Episodio 36 - Episodio 37 - Episodio 38 - Episodio 39 - Episodio 40 - Episodio 41 - Episodio 42 - Episodio 43               |                        |                  |                        |
| 6  | 4 ottobre 2019 | ISBN 978-4-06-517293-3 | 15 aprile 2021   | ISBN 978-88-912-9898-0 |
| 6  | Capitoli - Episodio 44 - Episodio 45 - Episodio 46 - Episodio 47 - Episodio 48 - Episodio 49 - Episodio 50 - Episodio 51 - Episodio 52               |                        |                  |                        |
| 7  | 8 gennaio 2020 | ISBN 978-4-06-518219-2 | 17 giugno 2021   | ISBN 978-88-287-6029-0 |
| 7  | Capitoli - Episodio 53 - Episodio 54 - Episodio 55 - Episodio 56 - Episodio 57 - Episodio 58 - Episodio 59 - Episodio 60 - Episodio 61               |                        |                  |                        |
| 8  | 11 marzo 2020 | ISBN 978-4-06-518838-5 | 19 agosto 2021   | ISBN 978-88-287-6174-7 |
| 8  | Capitoli - Episodio 62 - Episodio 63 - Episodio 64 - Episodio 65 - Episodio 66 - Episodio 67 - Episodio 68 - Episodio 69 - Episodio 70               |                        |                  |                        |
| 9  | 10 giugno 2020 | ISBN 978-4-06-519990-9 | 21 ottobre 2021  | ISBN 978-88-287-6333-8 |
| 9  | Capitoli - Episodio 71 - Episodio 72 - Episodio 73 - Episodio 74 - Episodio 75 - Episodio 76 - Episodio 77 - Episodio 78 - Episodio 79 - Episodio 80 |                        |                  |                        |
| 10 | 9 settembre 2020 | ISBN 978-4-06-520687-4 | 16 dicembre 2021 | ISBN 978-88-287-6458-8 |
| 10 | Capitoli - Episodio 81 - Episodio 82 - Episodio 83 - Episodio 84 - Episodio 85 - Episodio 86 - Episodio 87 - Episodio 88                             |                        |                  |                        |
| 11 | 11 novembre 2020 | ISBN 978-4-06-521378-0 | 10 marzo 2022    | ISBN 978-88-287-6536-3 |
| 11 | Capitoli - Episodio 89 - Episodio 90 - Episodio 91 - Episodio 92 - Episodio 93 - Episodio 94 - Episodio 95 - Episodio 96 - Ultimo Episodio - Epilogo |                        |                  |                        |